# Майлінський сільський округ
Ма́йлінський сільський округ (каз. Майлин ауылдық округі, рос. Майлинский сельский округ) — адміністративна одиниця у складі Аягозького району Абайської області Казахстану. Адміністративний центр — село Майліно.
Населення — 592 особи (2021; 894 у 2009, 1156 у 1999, 1789 у 1989).
Станом на 1989 рік існувала Майлінська сільська рада (села Карабулак, Майліно, Самек, Старе Майліно, Топар). Села Карабулак, Топар були ліквідовані 2013 року. Тоді ж до складу адміністрації було передано станційне селище Роз'їзд 18 зі складу Ушбіїцького сільського округу Жарминського району.

## Склад
До складу округу входять такі населені пункти:
| Населений пункт              | Старі назви | Населення, осіб (1989) | Населення, осіб (1999) | Населення, осіб (2009) | Населення, осіб (2021) |
| ---------------------------- | ----------- | ---------------------- | ---------------------- | ---------------------- | ---------------------- |
| Карабулак, село              | -           | 133                    | 58                     | 17                     | -                      |
| Майліно, село                | -           | 904                    | 725                    | 555                    | 427                    |
| --Каскасу, село              | -           | -                      | -                      | -                      | 1                      |
| --Топар, село                | -           | 185                    | 113                    | 75                     | 1                      |
| Роз'їзд 18, станційне селище | -           | -                      | 64                     | 61                     | 13                     |
| Самек, село                  | -           | 151                    | -                      | -                      | -                      |
| Старе Майліно, село          | -           | 416                    | 196                    | 186                    | 150                    |